# Grace Akallo
Grace Akallo (1981) es una mujer ugandesa que fue secuestrada en 1996 para ser utilizada como niña soldado en el Ejército de Resistencia del Señor (LRA), un grupo militar rebelde liderado por Joseph Kony. En ese momento tenía quince años y asistía al St. Mary's College, un internado católico en Aboke, Uganda. Permaneció en el LRA durante siete meses hasta que pudo escapar y regresar al St. Mary's College donde pudo terminar su educación secundaria. Aunque comenzó su educación universitaria en la Uganda Christian University, terminó la licenciatura en el Gordon College tras recibir una beca. Realizó su maestría en la Universidad Clark. Tras su fuga del LRA, comenzó a trabajar como defensora de la paz y de los derechos de las mujeres y los niños africanos y en World Vision,además de cooperar en varios proyectos diferentes, entre ellos la aprobación de enmiendas a la Ley de Responsabilidad de los Niños Soldados de 2008. También da conferencias sobre su experiencia como ex niña soldado.Fundó una organización sin fines de lucro en Estados Unidos llamada Africanos Unidos por los Derechos de las Mujeres y los Niños (UAWCR), con el objetivo de proteger los derechos de las mujeres y los niños africanos y cofundó la Red de Jóvenes Afectados por la Guerra a través de UNICEF. Sobre su experiencia y la de sus compañeros niños soldados hay una autobiografía publicada en 2007: Niña soldado: una historia de esperanza para los niños del norte de Uganda, en coautoría con Faith JH McDonnell; la biografía de 2015 escrita por Kem Knapp Sawyer Grace Akallo and the Pursuit of Justice for Child Soldiers  y un documental de 2010 Grace, Milly, Lucy. Niños soldados producida por Raymonde Provencher.

## Ejército de Resistencia del Señor (LRA)
Akallo fue secuestrada por el Ejército de Resistencia del Señor (LRA) el 9 de octubre de 1996, cuando tenía 15 años. El 9 de octubre, Día de la Independencia de Uganda, Akallo y otras 138 niñas fueron secuestradas de su dormitorio en St. Mary's College por un grupo de soldados rebeldes del LRA.
La noche del secuestro, los soldados del LRA irrumpieron en el dormitorio por las ventanas mientras las niñas y su supervisora del dormitorio, Alupu Jemma Obace, intentaban huir. Los soldados del LRA ataron a las jóvenes a una cuerda y las obligaron a caminar durante toda la noche bajo amenazas de muerte. A la mañana siguiente, entregaron a 109 de las niños a la directora de la escuela, la hermana Rachelle, tras sus súplicas al comandante Laguira, pero Akallo fue una de las treinta niñas que no fue devuelta.
Akallo y las demás secuestradas fueron obligadas a caminar hasta Sudán -una marcha que tardaron dos semanas en completar- cargados con suministros. Los soldados iban secuestrando a más niños por el camino, pasando por Gulu y Kitgum. Cuando una de las niñas intentó escapar, Akallo y las demás fueron obligadas a golpearla hasta que uno de los rebeldes la mató con un hacha. En el documental Grace, Milly, Lucy.... Niños Soldados, Akallo cuenta cómo el comandante Laguira les dijo: «Olvidaos de Uganda. Si alguna vez os escapáis, eso es lo que os va a pasar". Los niños soldados eran obligados a obedecer o serían golpeados y/o asesinados.
En Sudán fueron entrenados para ser niños soldados. Fueron golpeados, torturados y obligados a matar a otros niños del grupo que habían desobedecido órdenes. Durante su tiempo en el LRA, Akallo fue entrenada para marchar y limpiar, desmantelar y ensamblar un rifle AK-47, pero tuvo que aprender a usar el rifle por su cuenta. Lucharon contra el Ejército de Liberación del Pueblo de Sudán (SPLA), teniendo que depender en gran medida de sí mismos para sobrevivir. Aprendió a disparar un rifle durante la primera redada en la que formó parte en un grupo de 700 niños soldados seleccionados al azar. Los niños fueron organizados en filas y se les dijo que asaltaran una aldea en busca de comida y dispararan contra los aldeanos.
Las niñas soldado también vivieron la violencia de otra manera. A pesar de su corta edad, las niñas, incluida Akallo, fueron agredidas sexualmente por los soldados del LRA. Cada niña fue entregada a un líder del LRA para que se convirtiera en una de sus "esposas". Aunque Akallo no quedó embarazada, muchas de las jóvenes sí lo hicieron, regresando más tarde a casa con niños e infectadas por enfermedades de transmisión sexual como el VIH/SIDA. Las niñas madre se veían obligadas a luchar en la guerra, embarazadas o cargando a sus hijos a la espalda.
En un momento durante la guerra, el agotamiento y la deshidratación hicieron que Akallo se desmayara. Los soldados pensaron que estaba muerta e hicieron que los otros niños soldados le cavaran una tumba. También intentó suicidarse en dos ocasiones diferentes.
El 9 de abril de 1997 se produjo un ataque contra el LRA por parte de un grupo en el sur de Sudán. Aprovechó esto para escapar. Huyó y se escondió durante tres días entre los arbustos, encontrando a un grupo de otros niños soldados fugitivos en su cuarto día escondido. Fueron encontrados por soldados ugandeses que los ayudaron a regresar a casa con sus familias. Los niños soldados fugitivos fueron conducidos de regreso a Uganda, donde sus padres y una de las hermanas del St. Mary's College, la hermana Akali, los recibieron.
Akallo estuvo cautiva del LRA durante siete meses.

## Educación
Asistió a St. Mary's College, un internado católico en Aboke, Uganda, para la escuela secundaria. Después de escapar del ejército completó la educación secundaria y comenzó su educación universitaria en la Universidad Cristiana de Uganda (UCU) en Mukono. En la UCU, conoció a estudiantes que asistían al Gordon College en Wenham, Massachusetts, que estaban allí en un programa de intercambio estudiantil. Con una beca terminó allí su carrera universitaria,especializándose en Comunicaciones ya que quería estudiar relaciones internacionales y resolución de conflictos. Se graduó en Gordon College en 2007 y comenzó la escuela de posgrado en la Universidad Clark en Worcester, Massachusetts en 2008. Akallo consiguió su maestría en Desarrollo Internacional y Cambio Social de la Universidad Clark.

## Activismo y carrera
Su comunidad no ha visto con buenos ojos a los niños soldados que regresaron. Han sido condenados al ostracismo por sus acciones en el ejército y las niñas enfrentan una mayor estigmatización por haber sido violadas. Algunos creen que los niños soldados están "poseídos por espíritus malignos". Aunque Akallo fue aceptada por su familia, esta falta de apoyo provoca que el regreso a casa sea difícil, y muchos niños consideren regresar con los rebeldes o unirse al ejército para evitarlo.
Akallo se dio cuenta de que podía ayudar a rehabilitar a otros ex niños soldados, como ella. Decidió empezar a trabajar como defensora de la paz y de los derechos de las mujeres y los niños africanos.
Su activismo comenzó en cuanto regresó. Trabajó junto a la directora, la hermana Rachelle, en el Centro de Rehabilitación Sister Rachelle para ayudar a asesorar a otros niños soldados fugitivos.
Mientras estaba en la UCU, fue invitada por Amnistía Internacional a viajar a Nueva York para dar una conferencia. Después fue  portavoz de World Vision e invitada en la CNN y en The Oprah Winfrey Show. Ha pronunciado numerosas conferencias creando conciencia al compartir su historia y las historias de otros ex niños soldados en laUniversidad de Rutgers en 2004 y la Universidad de Brandeis en 2009 entre otras.  También pronunció un discurso ante el Banco Mundial en Washington D.C en 2009 durante una conferencia sobre la prevención de la violencia y un discurso ante el Consejo de Seguridad de la ONU ese mismo año durante un debate abierto sobre los niños y los conflictos armados.
Akallo también ha realizado acciones en Washington D. C. para ayudar a poner fin a la violencia en Uganda presionando ante el Congreso de los Estados Unidos y entregando los testimonios. Dio su testimonio durante la audiencia para las enmiendas a la Ley de Responsabilidad de Niños Soldados de 2008, que ayudó a contribuir a la aprobación de varias enmiendas. Esta ley prohíbe el uso de niños soldados y castiga a quienes lo hacen.
Akallo también ha estado en contacto con una organización sin fines de lucro en Uganda llamada Empowering Hands. Aunque no es una de las fundadoras ni trabaja directamente para la organización, Empowering Hands fue fundada por un grupo de ex niñas soldados del LRA, algunas de las cuales estaban en el mismo campamento que Akallo. Las cofundadoras Milly Auma, Lucy Lanyero, Jennifer Achora y Sara Ayero aparecen en Grace, Milly, Lucy... Niños soldados junto con otras mujeres involucradas en el programa. Su objetivo es asesorar a las ex niñas soldados ayudándolas a reunirse con sus comunidades y tener la oportunidad de un futuro mejor.
En 2009, Akallo fundó una organización sin fines de lucro en Estados Unidos llamada Africanos Unidos por los Derechos de las Mujeres y los Niños (UAWCR) que tiene como objetivo proteger los derechos de las mujeres y los niños africanos. Además, cofundó la Red de Jóvenes Afectados por la Guerra (NYPAW) a través de UNICEF en 2008, junto con otras personas afectadas por la violencia, entre ellas Ishmael Beah, Kon Kelei, Emmanuel Jal, Shena A. Gacu y Zlata Filipović. El objetivo del NYPAW es formar conexiones entre diferentes países donde los niños han sido afectados por la violencia como niños soldados y buscar qué ayuda necesitan esos jóvenes.